# Фыньи
Фыньи́ (кит. упр. 分宜, пиньинь Fēnyí) — уезд городского округа Синьюй провинции Цзянси (КНР).

## История
Во времена империи Сун в 984 году 10 волостей уезда Ичунь были выделены в отдельный уезд, получивший название Фэньи («часть Ичуня»).
После образования КНР в 1949 году был создан Специальный район Юаньчжоу (袁州专区), и уезд вошёл в его состав. 8 октября 1952 года Специальный район Юаньчжоу был присоединён к Специальному району Наньчан (南昌专区). 8 декабря 1958 года власти Специального района Наньчан переехали из города Наньчан в уезд Ичунь, и Специальный район Наньчан был переименован в Специальный район Ичунь (宜春专区).
В 1970 году Специальный район Ичунь был переименован в Округ Ичунь (宜春地区).
Постановлением Госсовета КНР от июля 1983 года уезды Синьюй и Фэньи были выделены из округа Ичунь, образовав отдельный городской округ Синьюй; уезд Синьюй был при этом расформирован, а на его территории был образован район городского подчинения Юйшуй.

## Административное деление
Уезд делится на 6 посёлков и 4 волости.